# Diamant (Schiff, 2017)
Die Diamant ist ein Passagier-Motorschiff auf dem Vierwaldstättersee in der Schweiz. Sie wird von der Schifffahrtsgesellschaft des Vierwaldstättersees (SGV) betrieben. Die Diamant gilt als erstes klimaneutrales Kursschiff der Schweiz.

## Einsatz
Die Diamant wird sowohl für Kursfahrten im Liniendienst als auch für Sonderfahrten eingesetzt.

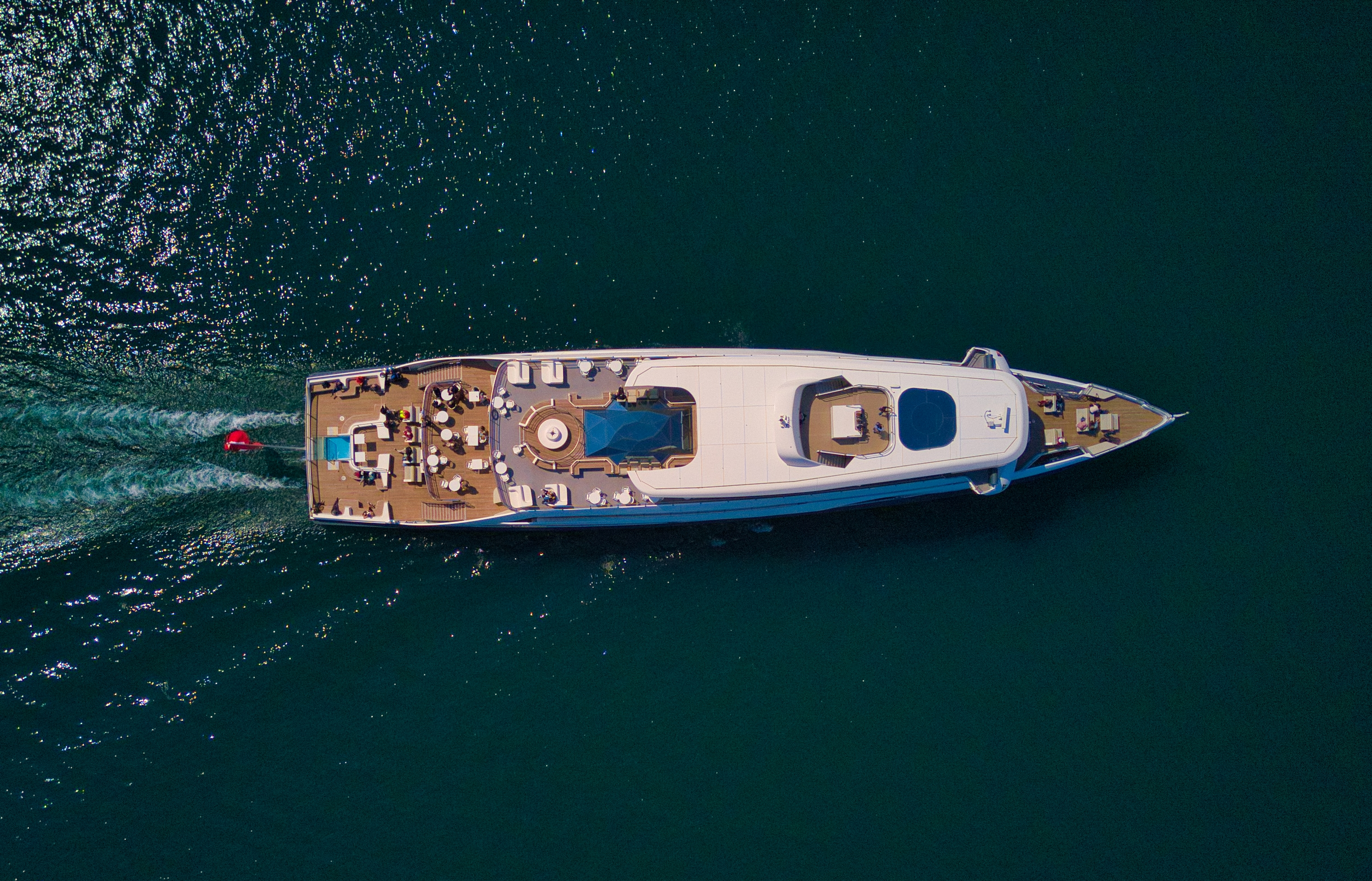
Blick von oben auf die MS Diamant.

## Zwischenfall
Am 7. Dezember 2017 um 21:13 Uhr ist das Motorschiff Diamant etwa 400 Meter vor der Schiffanlegestelle Kehrsiten-Bürgenstock (NW) mit einem Felsen kollidiert und hat Leck geschlagen. In der Folge kam es zu einem massiven Wassereinbruch. Das Schiff konnte noch durch eigene Kraft anlegen. Nur dank dem raschen Eingreifen der Feuerwehr, welche ständig Wasser abpumpte, konnte das Sinken des Schiffs verhindert werden. Ausserdem suchten Taucher nach Lecks und dichteten diese provisorisch ab.
Der Untersuchungsbericht der Schweizerischen Sicherheitsuntersuchungsstelle SUST vom 31. Januar 2023 stellt fest, dass der Schiffsunfall auf menschliches Versagen zurückzuführen ist.